# Гумен, Андрей Валентинович
Андрей Валентинович Гумен (1900 год, Даниловский кордон, Макинская волость, Кокчетавский уезд, Акмолинская область, Российская империя — 1970 год, Новосибирская область) — советский государственный деятель. Нарком лесной промышленности Казахской ССР.

## Биография
Андрей Валентинович Гумен родился в 1900 году на Даниловском кордоне Макинской волости Кокчетавского уезда Акмолинской области в семье лесничего. По национальности украинец. Отец - "крестьянин-кулак, имел сезонных батраков", с 1920 - член сельхозкоммуны и колхоза, умер в 1935 г. Мать - умерла в 1941 г. 

### Образование
В 1919 году окончил Акмолинскую учительскую семинарию.
В 1924 году окончил курсы секретарей уездных комитетов при ЦК ВКП(б) в Москве.  

### Трудовая деятельность
В 1921-1923 годах заместитель уполномоченного Рабоче-крестьянской инспекции Кокчетавского уезда, заведующий организационным отделом Кокчетавского уездного комитета РКСМ, секретарь Акмолинского губернского комитета РКСМ и уездного комитета ВКП(б) в г. Петропавловск. 
В 1923-1924 годах слушатель курсов секрета рей уездных комитетов при ЦК ВКП(б). 
В 1924-1928 годах секретарь Акмолинского и Петропавловского уездных комитетов ВКП(б), заведующий организационным отделом Кустанайского обкома ВКП(б). 
В 1929-1931 годах инструктор Казкрайкома ВКП(б). 
В 1931-1932 годах секретарь Актюбинского райкома ВКП(б). 
В 1932-1934 годах секретарь Карагандинского горкома ВКП(б). 
С апреля по октябрь 1934 года заместитель заведующего сельскохозяйственным отделом Казкрайкома ВКП(б). 
В 1934-1935 годах заведующий сельскохозяйственным отделом Семипалатинского обкома ВКП(б). 
В 1935- 1937 годах первый заместитель председателя Восточно-Казахстанского облисполкома в г. Семипалатинск. 
С января 1937 по май 1938 года нарком лесной промышленности Казахской ССР.

### Репрессии
2 июня 1938 года арестован НКВД по обвинению в антисоветской деятельности.  
26 октября 1940 года Особым совещанием при Народном комиссариате внутренних дел СССР по статьям: 58, п.1, 58, п.8, 58, п.11 УК РСФСР приговорён к 8 годам исправительно-трудовых лагерей. Отбывал наказание в Казачинском районе Красноярского края. 
После освобождения в 1948 году оставлен на спецпоселении, где до 1953 года работал инспектором Государственной семенной инспекции при районном сельскохозяйственном отделе. В 1954-1955 годах агроном Октябрьской машинно-тракторной станции (Казачинский район Красноярского края). 

### Реабилитация и последние годы
15 октября 1955 года реабилитирован решением Верховного Суда СССР “дело прекращено за отсутствием состава преступления”.
В 1956 году вернулся в Казахстан и работал директором Пригородного лесхоза в Алма-Ате.  
В 1960 году выехал в Новосибирскую область, где и прожил до конца жизни.  
Скончался в 1970 году.  